# 2120
2120 (ММCXX) е високосна година, започваща в понеделник според григорианския календар. Тя е 2120-ата година от новата ера, сто и двадесетата от третото хилядолетие и първата от 2120-те.